# Kleinkastell Heidekringen
Das Kleinkastell Heidekringen war ein römisches Kastell knapp fünf Kilometer südlich der westlichen Taunusstrecke (Strecke 3) des Obergermanischen Limes, an der Römerstraße von Wiesbaden zum Kastell Zugmantel. Es befindet sich in einem Waldstück der Gemarkung Heidekringen südöstlich von Taunusstein-Wehen.

## Lage und Beschreibung
Das Kleinkastell Heidekringen liegt unmittelbar am Sonnenberger Weg rund 500 m vom Ortsrand von Wehen entfernt auf dem Nordhang des Eichelbergs. Etwa 30 m nördlich des Kastells verlief die römische Straße, die sogenannte Hühnerstraße, die das Kastell Zugmantel (rund 4,7 km weiter nördlich) mit Aquae Mattiacorum (Wiesbaden; rund sieben Kilometer südlich) verband.
Die Wälle des Kastells bilden ein nahezu gleichmäßiges Rechteck mit jeweils rund 76 m Länge in Nord-Süd und 64 m Länge in Ost-West-Richtung. An Nord- und Südwall konnten Eingänge nachgewiesen werden, der zugehörige Graben war hier unterbrochen. Bedingt durch die Hanglage liegt die Südseite rund sieben Meter höher als die Nordseite. Der Graben ist noch etwa drei Meter breit und bis zu einem Meter tief. Die Wälle erreichen noch eine Höhe von bis zu 1,0 m und waren im Ursprung wohl zwischen 6,5 m und 7,0 m breit. Die Vorderfront der Wälle war durch Holzbohlen verstärkt.
Zwischen Kastell und Straße wurden die Spuren eines Lagerdorfs (Vicus) gefunden. Reste eines 7,0 m auf 10,0 m großen Steingebäudes im Norden werden als Badehaus interpretiert.

## Geschichte und Erkundung
Das Kastell wurde wahrscheinlich zu Beginn des 2. Jahrhunderts in der Zeit Hadrians errichtet, was sich aus gestempelten Keramik- und Ziegelbruchstücken ableiten lässt. Es war wahrscheinlich nur kurzzeitig in Benutzung und diente als Provisorium während des Ausbaus des Kastells Zugmantel. Wahrscheinlich handelte es sich hier später um einen Posten zur Kontrolle des Personen- und Handelsverkehrs auf der Straße, mit zugehörigen Rastmöglichkeiten.
Archäologische Untersuchungen fanden 1897 unter Emil Ritterling, Streckenkommissar der Reichs-Limeskommission (RLK), und 1949 durch Helmut Schoppa, Leiter des „Landesamtes für kulturgeschichtliche Bodenaltertümer“, eines Vorläufers der Abteilung Archäologische und paläontologische Denkmalpflege des Landesamtes für Denkmalpflege Hessen, statt. Schoppa mutmaßte auf Basis des Befundes der Lagerstraßen, dass das Kastell nie fertiggestellt wurde.
2009 wurde der vordere Bereich durch den Forst freigestellt und das Landesamt für Denkmalpflege installierte eine Tafel mit Informationen zum Kastell.

## Denkmalschutz
Das Kleinkastell Heidekringen ist ein geschütztes Bodendenkmal im Sinne des Hessischen Denkmalschutzgesetzes, liegt allerdings nicht direkt am Obergermanisch-Rätischen Limes, der 2005 den Status des UNESCO-Weltkulturerbes erhielt. Nachforschungen und gezieltes Sammeln von Funden sind genehmigungspflichtig, Zufallsfunde an die Denkmalbehörden zu melden.

## Galerie

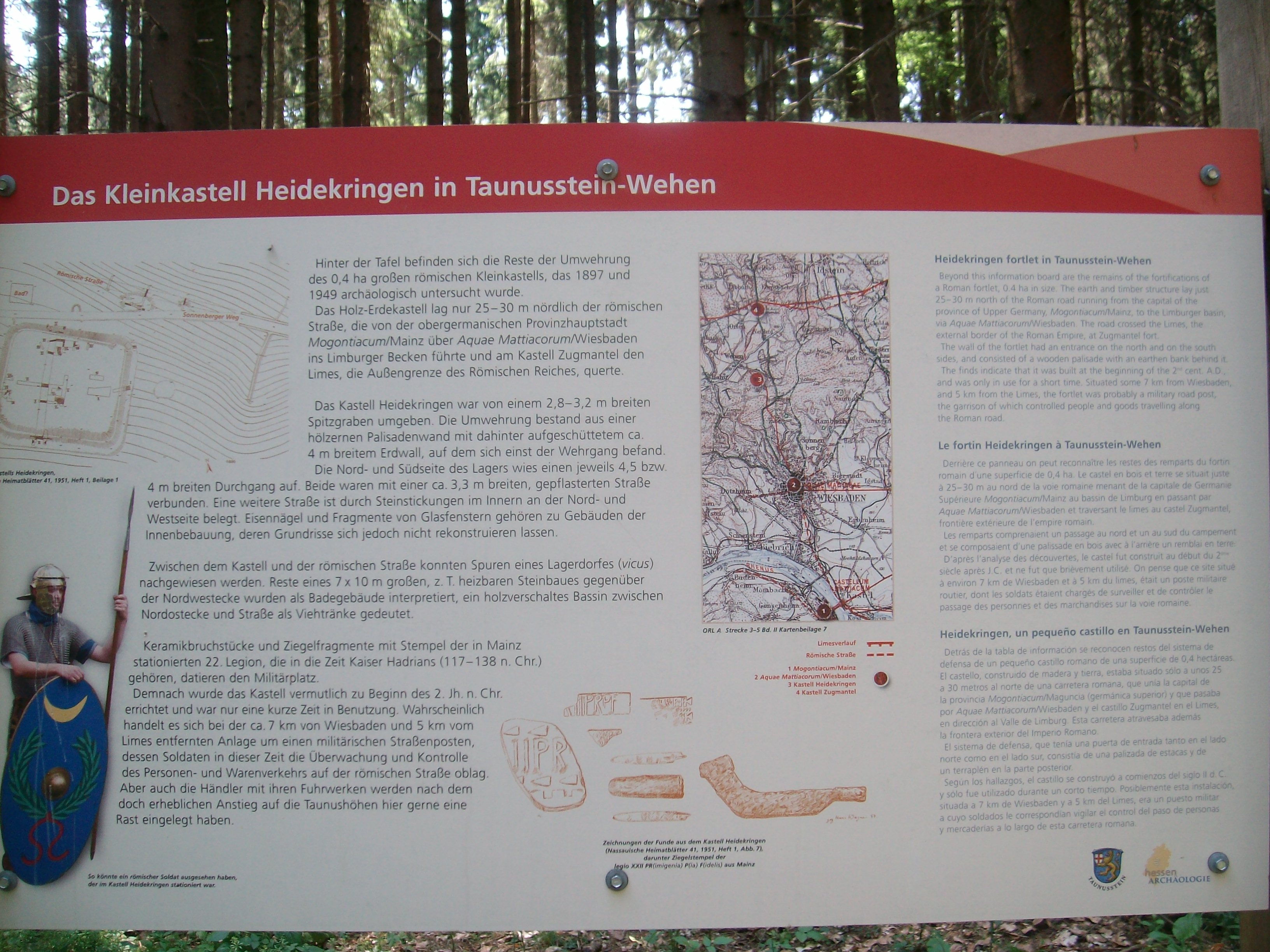
Örtliche Informationstafel
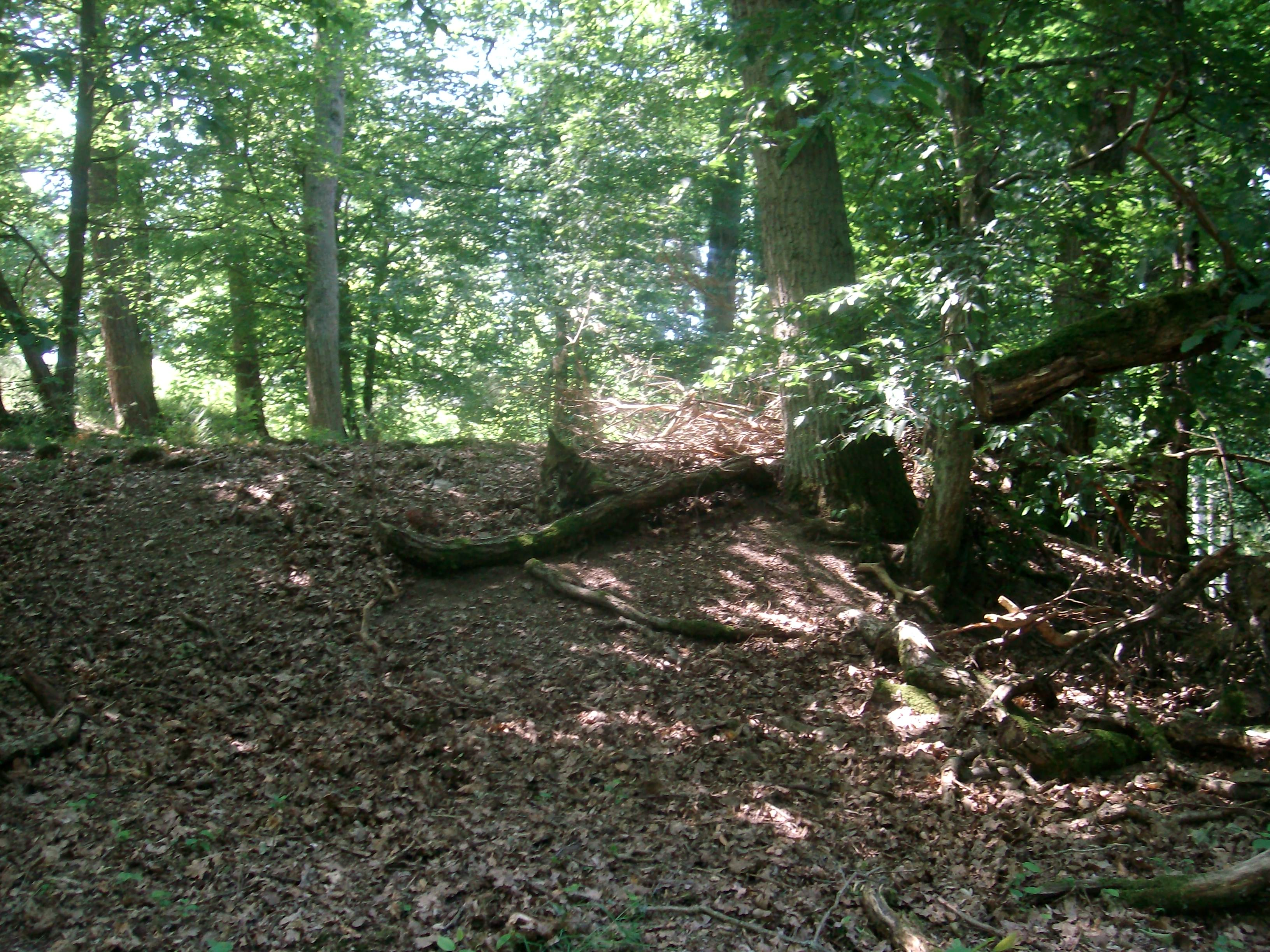
Nordwestecke des Walls
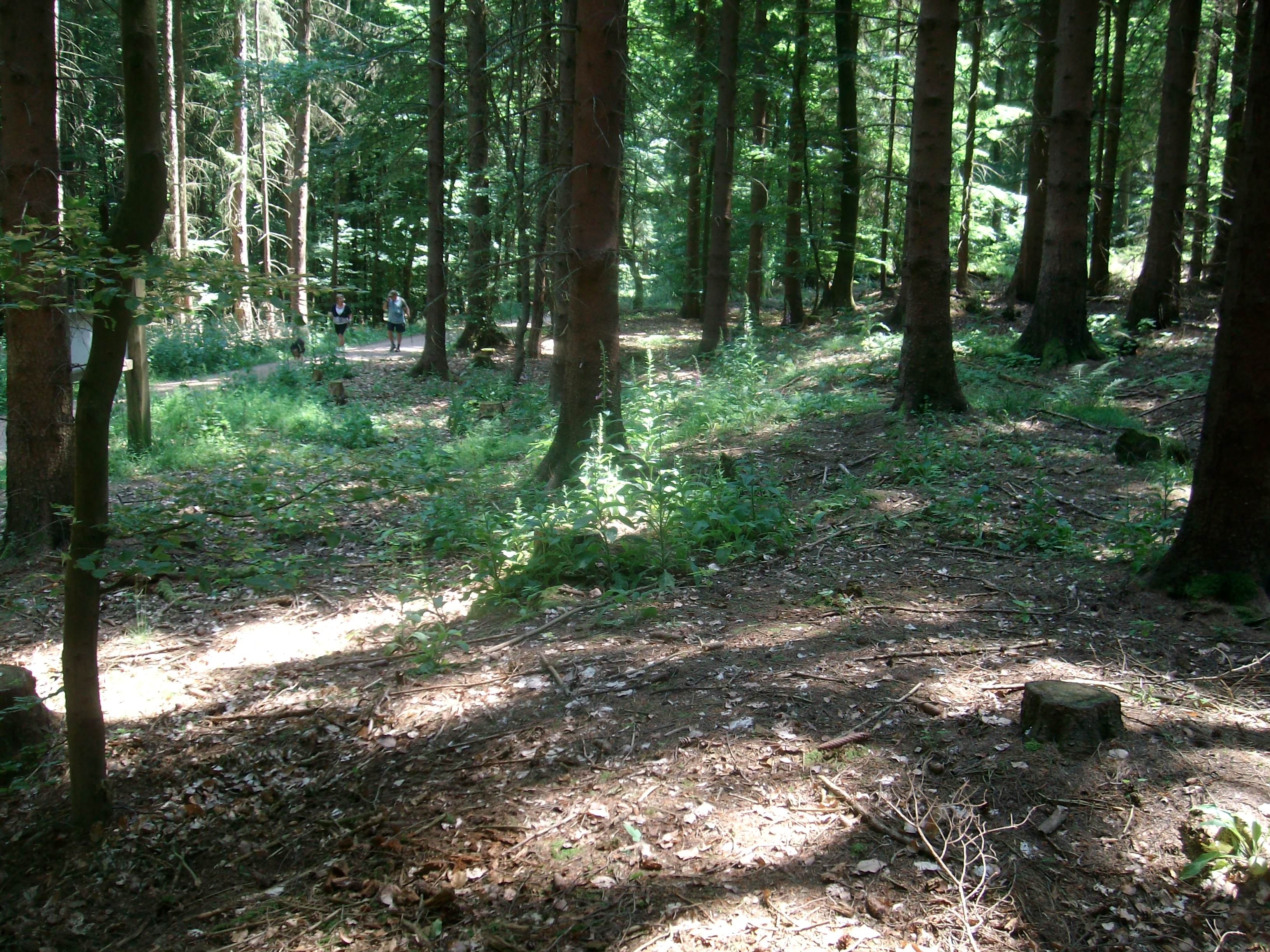
Nordwall
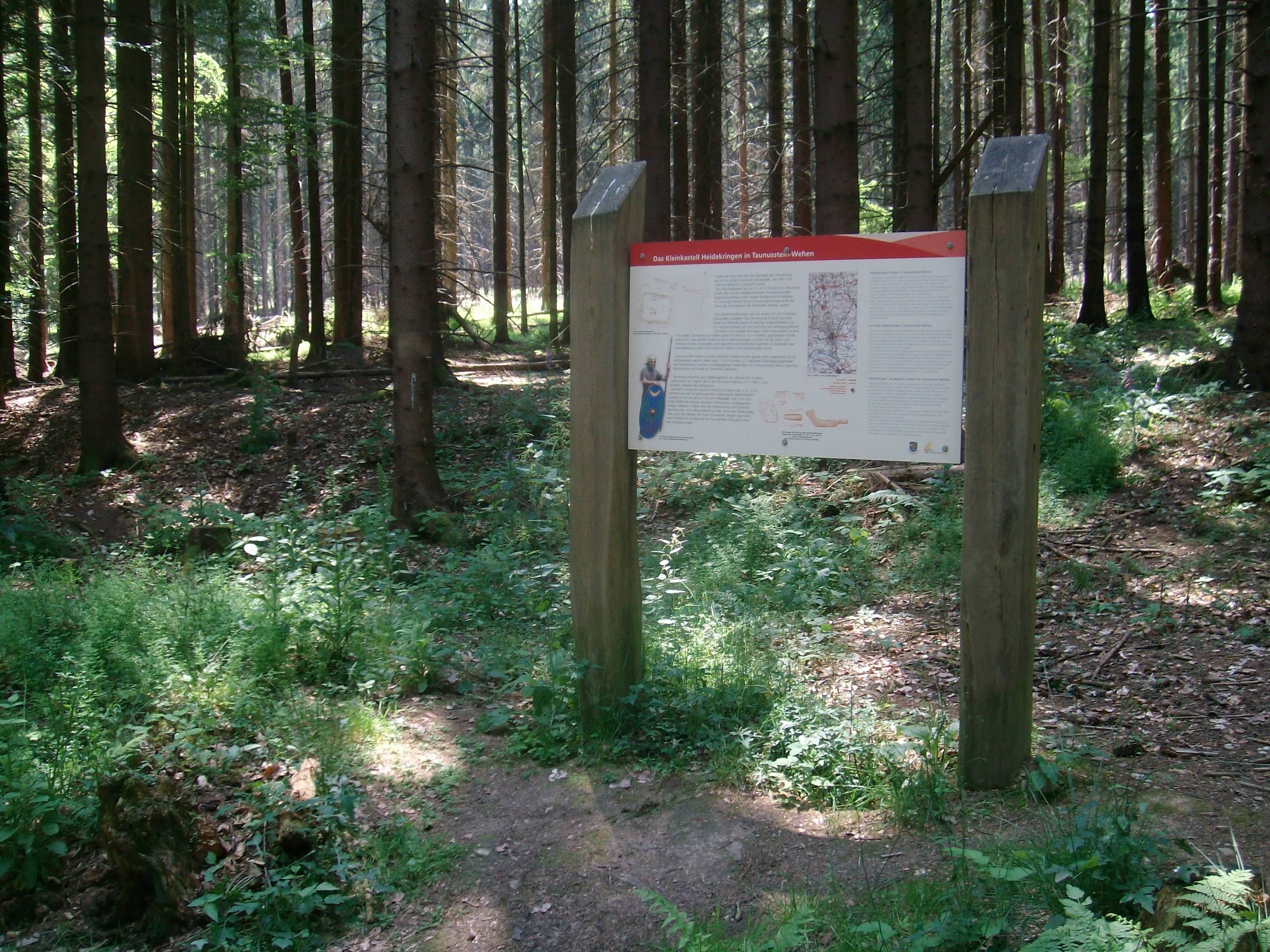
Ansicht vom Sonnenberger Weg